# Pulverturm (Pasewalk)

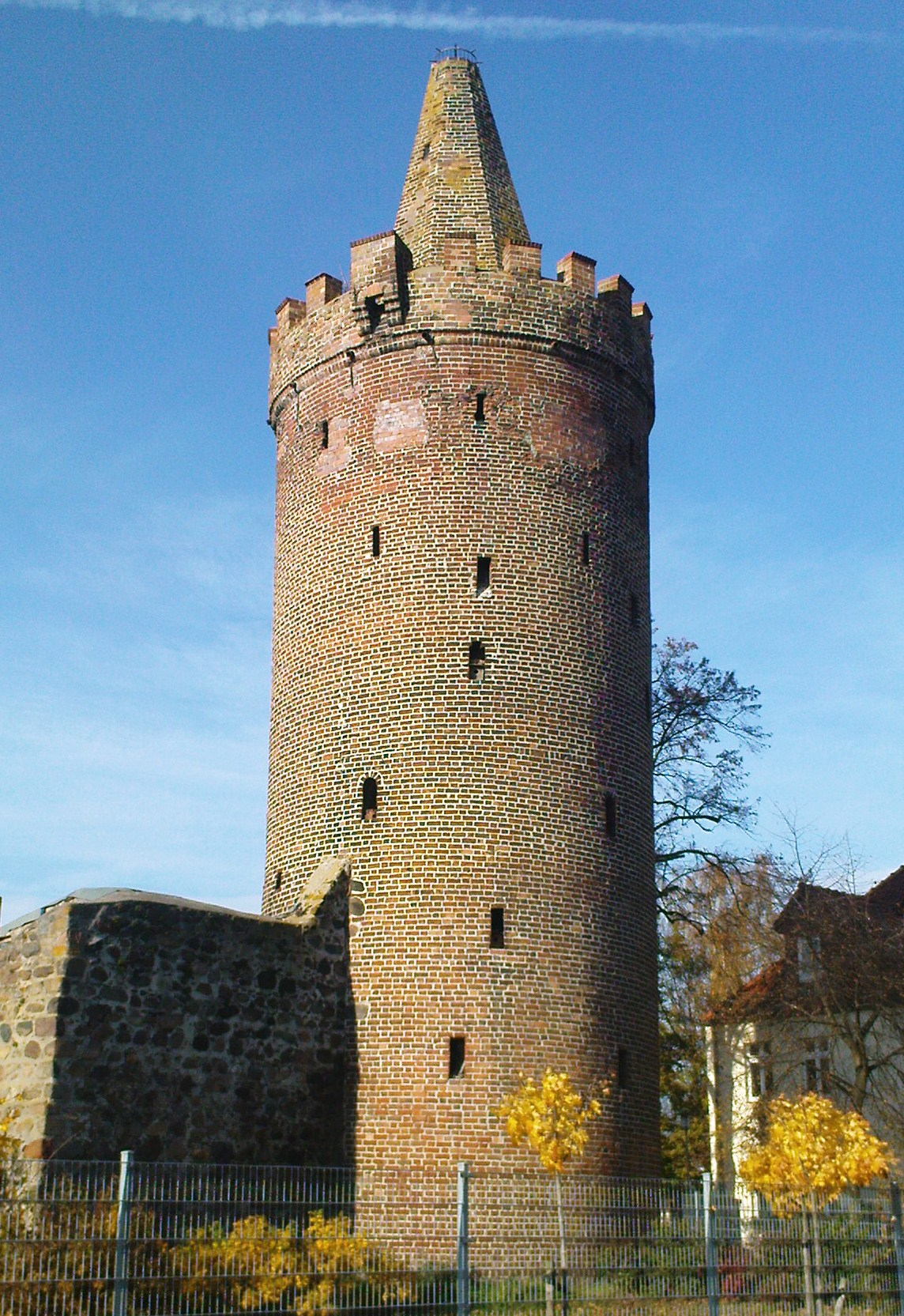
Pulverturm

Der Pulverturm in Pasewalk ist ein Wehrturm der mittelalterlichen Stadtmauer. Er befindet sich am östlichen Ende der Mühlenstraße im nordöstlichen Teil des Stadtzentrums. Er ist ein mehrgeschossiger, runder Backsteinturm mit einem markanten Zinnenkranz und einem achteckigen Helm. Der Helm wurde bei der umfassenden Sanierung des Pulverturmes bis 2015 wieder verputzt. Der Turm ist mit zahlreichen unsymmetrisch versetzten Schießscharten versehen. Auf dem Helm befindet sich ein Storchennest.
Der 27,4 Meter hohe Turm hat einen Durchmesser von acht Metern bei einem lichten Innendurchmesser von 4,3 Metern und eine Mauerstärke von 1,85 Metern. Die Höhe des Zinnenkranzes beträgt 1,8 Meter.
Der Turm diente als Magazin für das Schießpulver der Stadt. In Norden schließt sich ein eingeschossiger Ziegelflachbau an.